# Diospilus pallidipennis
Diospilus pallidipennis är en stekelart som beskrevs av Sergey A. Belokobylskij och Vladimir Ivanovich Tobias 1990. Diospilus pallidipennis ingår i släktet Diospilus och familjen bracksteklar. Inga underarter finns listade i Catalogue of Life.